# Список князей Турловых

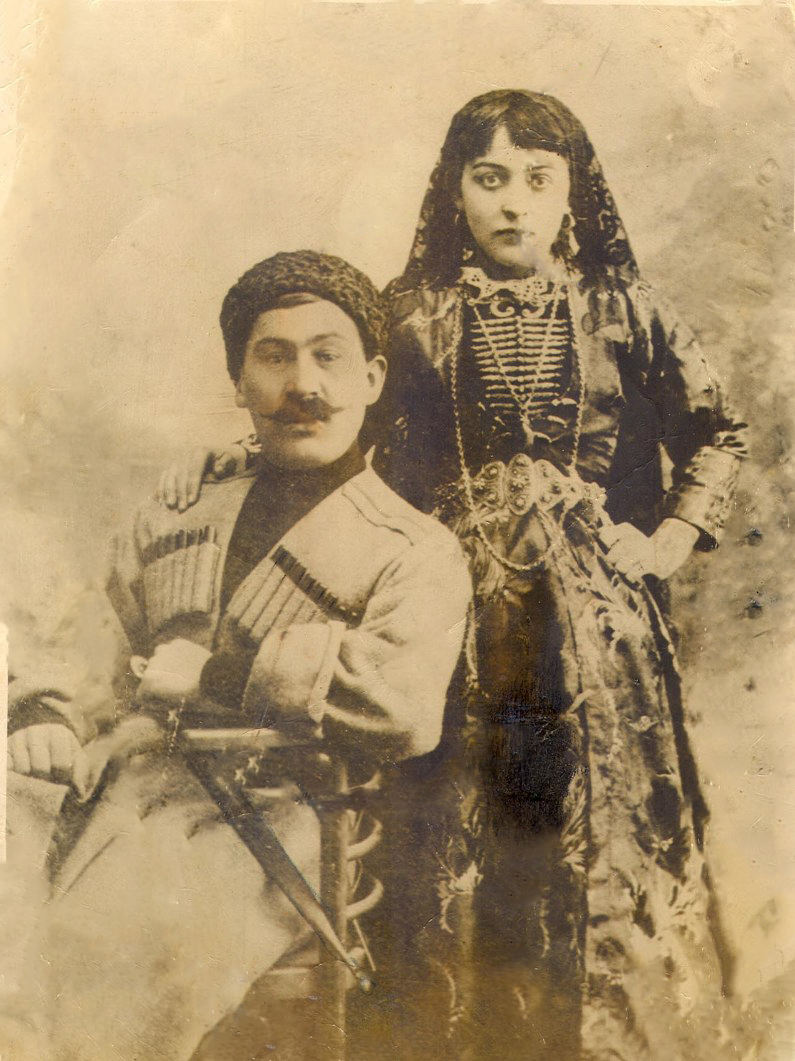
Потомки Турловых

Список князей Турловых — список правителей княжества, с центрами в Гумбете. Иоганн Антон Гильденштедт в своём труде «Путешествие по Кавказу К политической географии и народоведению Кавказских гор» называет их чеченскими князьями Исследователь Т. А. Исаева считает, что Турловы — выходцы из чеченского округа Терлой, однако существует мнение об аварском (хунзахском), происхождении князей Турловых.
По одной из версии династия была кумыкского происхождения.
Аварский историк Т. Айтберов указывает на большое количество имён тюркского происхождения в генеалогии имён Турловых. В дополнении к сведением Айтберова имеются сведения и о князя Каракиши в русских источниках, который был  известен как "Чёрный князь". По мнению Кушевой, имя Каракиши кумыкского происхождения. В повествовании о нем отмечено, что он, его сын и внук "говорили на языке равнины", т.е. по кумыкски.
«В марте 1875 года капитан князь Кучук Турлов скончался. Высочайшим приказом от 11 апреля 1875 года он был исключён из реестра российских офицеров . У него осталось три наследника: Арслахан (род. в 1851 г.), Таймасхан (род. в 1860 г.) и Хамзатхан (род. в 1863/65 г.). В посемейном списке селения Верхне-Наурского, 1-го участка Грозненского округа Терской области, составленном в июне 1886 года приставом 1-го участка Грозненского округа А. А. Спиридоновым, братья Турловы приведены под номером 10. Глава семейства — Турлов Арслахан, лета к 1 января 1886 г. — 34 года, народность аварец, ….».
Они были вызваны чеченцами и им было поручено водворить порядок. Согласно соглашению, приглашённое лицо довольствовалось номинальным княжением в селе или в обществе до тех пор, пока какой-нибудь житель не заявит о желании приглашённого стать настоящим князем. В итоге его могли выгнать ни с чем, так как условие, что он приезжает и уезжает из села на своём коне, то есть без имущества, оговаривалось сторонами заранее.. Они занимались производством зерна, и овцеводством.
Как сообщает участник русско-персидской войны 1796 г. и историк Семён Броневский:
«Чеченцы имели прежде князей, но впоследствии истребили их и прибегли к своим соседям, особенно к владельцам Аварии, ввиду единоплеменного происхождения их правителей,  прося дать им кого-нибудь из родственников владычествующего дома; а как замечено не однократно, что чеченцы, народ свирепый и буйный, не только не уважают чужеземных князей, но даже приносят их в жертву жестокого своего характера и самоуправства, что чеченцы принуждены избирать из среды себя старших подчеркну - то мною - Ш.А.), хотя, невольно на то соглашающиеся»Броневский, Семён Михайлович
.
Русский социолог, культуролог, публицист и естествоиспытатель; геополитик, один из основателей цивилизационного подхода к истории, идеолог панславизма Николай Данилевский отмечает что чеченцы, народ свирепый и буйный, не только не уважали чужеземных князей, но даже приносили князей в жертву и выделяет чеченцев как народ жестоким своим характером и самоуправством, и что чеченцы избирали из своих старших хотя те на то не соглашались.

Российские же власти, устанавливая своё влияние над горскими народами, в первую очередь опирались на местных феодалов. В этих условиях (при отсутствии феодалов у чеченцев) российские власти стали насаждать в Чечне власть соседних феодалов, прежде всего, кабардинских и дагестанских — Айдемировых , Чапаловых , Турловых , Казбулатовых , Черкасских и пр . Закрепляя союз с ними, царские власти стали даже выплачивать им жалованье из казны — 50 рублей в год. Сами эти феодалы настойчиво стремились к сотрудничеству с российской администрацией, понимая, что без её поддержки им не удержать свою власть над чеченцами . М . М . Блиев полагал, что уже с первой трети XVIII в . в Чечне создавалась «российская система управления» — "… управление посредством дагестанских и кабардинских феодалов ", и к середине XVIII в . она "… обретала форму устойчивой доктрины ".— Дербент  –  город трёх религий Доклады и сообщения Международной научно - практической конференции (  г .  Дербент , 25  марта  2015  г .)  Махачкала  2015
В рапорте подполковника Беллика от 30 января 1857 года, на имя генерал-лейтенанта Евдокимова, находим уникальную историю фамилии Турловых. Поэтому приводим документ без сокращений:
«Я приглашал к себе из чеченцов давно живущих стариков и забирал от них справки относительно прав фамилии Алхановых на землю чеченцов, по которой оказалось: Более 200 лет прошло, как князья Турловы поселились на правом берегу Аргуна в ауле Озек-Юрт (против аула Чахкири) и оттоль в Гажен-аул (что противу Большого Чечня), а впоследствии жили уже в самом ауле Большом Чечне. Князья Турловы переселились в Чечню по своему произволу, а не по приглашению народа, вследствие чего и были беспрестанно теснимы чеченцами, что и заставляло их беспрестанно менять места жительства. Большой Чечень заключал в себе немного семейств, а потому князья Турловы и успели склонить их платить им ясак, что впрочем продолжалось очень недолго. Когда же Большой Чечень увеличился народонаселением и когда князья Турловы начали требовать от народа ясак, употребляя при этом уже меры строгие – то народ отказался от платежа ясака и выгнал князей Турловых из дер. Большой Чечень, тогда князья Турловы переселились в аул Ачахи (что на левой стороне Сунжи), где они прожили лет 30. Семейство князей Турловых в это время заключалось из членов: Мусса, Магомат, Алгот и Алгот, первые три были князья, а последний Алгот сын чанка, из них Мусса и Магомат переселились из Ачахов на правый берег Терека (что противу станицы Наура), а последние два: князь Алгот и чанка Алгот переселились на Чертугай. Муссе и Магомету взносили ясак аулы: Ачахи и Старосунженский, а князю Алготу взносили ясак Чертугай, Гордель-Юрт и Топли. Лет 50 тому назад чанка Алгот, чтобы жениться на жене князя Алгота, убил князя Алгота и бежал в Топли, но как жена князя Алгота не изъявила желания выйти в замужество за чанку Алгота, то и чеченцы Чертугая, Гордель-Юрта и Топли платившие ясак князю Алготу не стали признавать над собою власти чанка, и ясака никому уже не платили; аулы же Ачахи и Старосунженский продолжали платить князьям ясак до постройки крепости Грозной – с постройкою же Грозной генерал Ермолов отменил взнос ясака князьям, на том основании, что из этих деревень начали брать аманатов и ясаком вообще стали пользоваться только те люди, которые отдавали детей своих в аманаты. Чанка Алгот жил в Топлях и как сын его постоянно находился аманатом, то и пользовался ясаком в пропорции не княжеской, а аманатской, потом чанка Алгот переселился в аул Дахин-Ирзу (что при слиянии Аргуна с Сунжей), где до смерти своей также пользовался аманатским ясаком, а после него, правом этим пользовался сын его Алхан, до времени возмущения Чечни, т. е. до 1840 года, в этом годе Алхан в числе прочих чеченцов остался непокорным, прожив в горах некоторое время, потом вышел с своим семейством в Умахан-Юрт, а оттоль в Ойсунгур».подполковник Беллик
.
В конце XVIII века Турловы переселились из Чеченаула на правый берег Терека.
В Чечне проживали потомки Турловых ещё в конце советской эпохи. Одним из них был, например, ответственный советский партийный работник Арсланбек Турлов, который рассказывал в присутствии Явуса Ахмадова — ныне профессора и государственного деятеля, что на рубеже 50-60-х годов XX века Чечено-Ингушетию посетил первый секретарь Дагестанского Обкома КПСС, член ЦК КПСС А. Д. Даниялов. На встрече с ним, фактическим главой коммунистов Северного Кавказа, организованной Опрядкиным — первым секретарем Чечено-Ингушского Обкома партии, присутствовал и Арсланбек Турлов, которому его фамилия мешала в продвижении по карьерной лестнице, начавшемся ещё в довоенные годы. Когда Опрядкин представил Турлова Даниялову, прекрасному знатоку кавказского прошлого, тот многозначительно, но тихо сказал: «да есть такая фамилия, в Дагестане её кое-кто помнит». Арсланбек сказал: « я подумал про себя, „Ну все. Конец мне“, как заместителю Председателя Совета Министров ЧИ АССР. „Докопаются теперь и до отца — царского офицера, ушедшего в эмиграцию после падения Горского правительства“». А. Д. Даниилов, однако, на вопрос о Турловых и их месте в досоветской Чечне «ориентировать», как тогда говорили, «органы» не стал, вследствие чего и карьера А. Турлова не прервалась.
В пределах же Дагестана ветвь данной династии, идущая, вероятно, от крупного горского военачальника Мусы, считавшегося одним из мехельтинских «эмиров» — сына Арсланбека Айдемирова, обитала в XIX-XX веках, согласно преданиям, в гумбетовском селе Ингиши. Там её представители носят ныне фамилию «Карагишиевы» (авар. Хъарагищилал) и является хранителями арабских рукописей и старинных документов. Не исключено, однако, что дагестанские члены славной по Кавказу фамилии князей Турловых имеются и в других селениях Гумбетовского района.

## Список князей Турловых
- Гумбет Каракиши, сын Турарава и таким образом брат Мухаммед-Шамхала (впервые упомянут в 1588 году)
- Турурав I (впервые упомянут в 1615 году)
- Загаштук (упомянут в 1658 году вместе с братьями)
- Алихан
- Бартихан
- Турурав II
- Мухаммад
- Амирхамза (1708—1728)
- Хасбулат (1728—1732)
- Айдемир (1732—1746)
- Алибек (1746—1757)
- Арсланбек (1757—1770)
- Ахмадхан (1770—1771)
- Алисултан (1771—1775)
- Арсланбек, снова, (1775—1784)
- титул упразднён (1784—1828)
- Кучук (1828—1840)